# Abierto Mexicano de Tenis 2024
L'Abierto Mexicano de Tenis 2024, conosciuto anche con il nome di Abierto Mexicano Telcel presentado por HSBC per motivi di sponsorizzazione, è stato un torneo di tennis disputato sul cemento. Si è trattato della 31ª edizione dell'Open del Messico, facente parte dell'ATP Tour 500 nell'ambito dell'ATP Tour 2024. Si è giocato all'Arena GNP Seguros di Acapulco, in Messico, dal 26 febbraio al 2 marzo 2024.

## Partecipanti al singolare

### Teste di serie
| Nazionalità | Giocatore          | Ranking* | Testa di serie |
| ----------- | ------------------ | -------- | -------------- |
| Germania    | Alexander Zverev   | 6        | 1              |
| Danimarca   | Holger Rune        | 7        | 2              |
| Australia   | Alex de Minaur     | 9        | 3              |
| Stati Uniti | Taylor Fritz       | 10       | 4              |
| Grecia      | Stefanos Tsitsipas | 11       | 5              |
| Norvegia    | Casper Ruud        | 12       | 6              |
| Stati Uniti | Tommy Paul         | 14       | 7              |
| Stati Uniti | Frances Tiafoe     | 15       | 8              |

* Ranking al 19 febbraio 2024.

### Altri partecipanti
I seguenti giocatori hanno ricevuto una wildcard per il tabellone principale:
- Ernesto Escobedo
- Rodrigo Pacheco Méndez
- Diego Schwartzman

I seguenti giocatori sono passati dalle qualificazioni:

- Flavio Cobolli
- Térence Atmane
- Aleksandar Kovacevic
- Michael Mmoh

Il seguente giocatore è entrato in tabellone come lucky loser:
- Yoshihito Nishioka

### Ritiri
Prima del torneo
- Grigor Dimitrov → sostituito da  Daniel Altmaier
- Laslo Đere → sostituito da  Dušan Lajović
- Mackenzie McDonald → sostituito da  Jack Draper
- Cameron Norrie → sostituito da  Yoshihito Nishioka

## Partecipanti al doppio

### Teste di serie
| Nazione   | Giocatore         | Nazione     | Giocatore     | Ranking* | Testa di serie |
| --------- | ----------------- | ----------- | ------------- | -------- | -------------- |
| Messico   | Santiago González | Regno Unito | Neal Skupski  | 17       | 1              |
| Monaco    | Hugo Nys          | Polonia     | Jan Zieliński | 49       | 2              |
| Australia | Rinky Hijikata    | Regno Unito | Joe Salisbury | 60       | 3              |
| Francia   | Sadio Doumbia     | Francia     | Fabien Reboul | 69       | 4              |

* Ranking aggiornato al 19 febbraio 2024.

### Altri partecipanti
Le seguenti coppie di giocatori hanno ricevuto una wildcard per il tabellone principale:
- Guido Andreozzi /  Miguel Ángel Reyes Varela
- Petros Tsitsipas /  Stefanos Tsitsipas

La seguente coppia di giocatori è passata dalle qualificazioni:
- Daniel Evans /  Henry Patten

Le seguenti coppie di giocatori sono entrate in tabellone come lucky loser:
- Emiliano Aguilera /  Manuel Sánchez
- Hans Hach Verdugo /  Luis David Martínez

### Ritiri
Prima del torneo
- Laslo Đere /  Sebastian Ofner → sostituiti da  William Blumberg /  Casper Ruud
- Rinky Hijikata /  Joe Salisbury → sostituiti da  Hans Hach Verdugo /  Luis David Martínez
- Kevin Krawietz /  Tim Pütz → sostituiti da  Romain Arneodo /  Tristan-Samuel Weissborn
- Mackenzie McDonald /  Ben Shelton → sostituiti da  Gonzalo Escobar /  Oleksandr Nedovjesov
- Max Purcell /  Jordan Thompson → sostituiti da  Emiliano Aguilera /  Manuel Sánchez

## Punti
| Evento    | V   | F   | SF  | QF  | 2T   | 1T | Q  | Q2 | Q1 |
| Singolare | 500 | 330 | 200 | 100 | 50   | 0  | 25 | 13 | 0  |
| Doppio    | 500 | 300 | 180 | 90  | N.D. | 0  | 45 | 25 | 0  |

## Montepremi
| Evento    | V         | F         | SF        | QF       | 2T       | 1T       | Q2      | Q1      |
| Singolare | $ 412 555 | $ 221 975 | $ 118 300 | $ 60 440 | $ 32 265 | $ 17 210 | $ 8 820 | $ 4 945 |
| Doppio*   | $ 135 510 | $ 72 270  | $ 36 570  | $ 18 280 | N.D.     | $ 9 460  | N.D.    | N.D.    |

* per team

## Campioni

### Singolare
Alex de Minaur ha sconfitto in finale  Casper Ruud con il punteggio di 6–4, 6–4. 
- È l'ottavo titolo in carriera per de Minaur, il primo in stagione.

### Doppio
Hugo Nys /  Jan Zieliński hanno sconfitto in finale  Santiago González /  Neal Skupski con il punteggio di 6–3, 6–2.